# Шаар ле-Матхиль
«Шаар ле-Матхиль» (ивр. שער למתחיל‎ — вход для новичков) — еженедельная израильская газета, выходит на облегченном иврите. Газета ориентирована на людей, слабо владеющих языком. Тексты снабжены огласовками, шрифт крупный. Является удобным пособием для изучающих иврит. Статьи не предполагают наличия у читателя глубокого знания израильских реалий, поэтому часто содержат разъяснение деталей, о которых другие источники не упоминают ввиду их общеизвестности.